# Дмитрий Муратов
Дмѝтрий Андрѐевич Мура̀тов (на руски: Дмитрий Андреевич Муратов) е руски журналист.

## Биография
Роден е на 29 октомври 1961 година в Куйбишев. През 1983 година завършва филология в Куйбишевския университет, след военната си служба започва работа в местния вестник „Волжский комсомолец“, а от 1987 година – в „Комсомолская правда“. През 1993 година основава с група колеги от „Комсомолская правда“ вестник „Новая газета“, който ръководи през 1995 – 2017 и отново от 2019 година. През този период „Новая газета“ се утвърждава като едно от малкото издания, критични към авторитарния режим в страната.
През 2021 година Дмитрий Муратов получава, заедно с филипинската журналистка Мария Реса, Нобелова награда за мир „за усилията им за защита на свободата на изразяване, което е предпоставка за демокрацията и трайния мир“. Коментирайки наградата, Муратов отбелязва, че тя е по-скоро за „Новая газета“ и най-вече за убитите сътрудници на вестника – Игор Домников, Юрий Шчекочихин, Анна Политковская, Анастасия Бабурова, Станислав Маркелов и Наталия Естемирова.